# David Fuxman
David Fuxman (9 december 1990) is een Israëlisch voetbalscheidsrechter. Hij is in dienst van FIFA en UEFA sinds 2021. Ook leidt hij sinds 2016 wedstrijden in de Ligat Ha'Al.
Op 9 april 2016 leidde Fuxman zijn eerste wedstrijd in de Israëlische nationale competitie. Tijdens het duel tussen Hapoel Ra'anana en Bnei Sachnin (2–3) trok de leidsman vijfmaal de gele kaart. In Europees verband debuteerde hij op 7 juli 2021 tijdens een wedstrijd tussen Dinamo Tbilisi en Neftçi Bakoe in de tweede voorronde van de Champions League; het eindigde in 1–2 en Fuxman gaf twee gele kaarten. Zijn eerste interland floot hij op 4 september 2021, toen Letland met 0–2 verloor van Noorwegen in een kwalificatiewedstrijd voor het WK 2022. Erling Braut Håland en Mohamed Elyounoussi zorgden voor de doelpunten. Tijdens dit duel gaf Fuxman twee gele kaarten, aan de Letten Vladislavs Fjodorovs en Vladislavs Gutkovskis.

## Interlands
| Datum            | Plaats            | Wedstrijd            | Uitslag | Competitie             | Kreeg geel | Kreeg voor de tweede keer geel en dus rood | Weggestuurd |
| ---------------- | ----------------- | -------------------- | ------- | ---------------------- | ---------- | ------------------------------------------ | ----------- |
| 4 september 2021 | Riga, Letland     | Letland – Noorwegen  | 0 – 2   | WK 2022 kwalificatie   | 2          | 0                                          | 0           |
| 4 juni 2022      | Vilnius, Litouwen | Litouwen – Luxemburg | 0 – 2   | Nations League 2022/23 | 5          | 0                                          | 0           |

Laatst bijgewerkt op 8 juni 2022.